# Il matrimonio forzato
Il matrimonio forzato o Il matrimonio per forza (Le Mariage forcé) (IPA: /lə ma’ʁjaʒ fɔʁ’se/) è una comédie-ballet in tre atti in prosa del drammaturgo francese Molière, con le musiche di Jean-Baptiste Lully e le coreografie di Pierre Beauchamps. Al termine di ogni atto contiene una danza, impostata come prolungamento dell'azione. Viene rappresentata per la prima volta per ordine di Luigi XIV il 29 gennaio 1664 al Palazzo del Louvre. Il 15 febbraio dello stesso anno viene portato in scena per il pubblico presso il Théâtre du Palais-Royal dalla compagnia di Molière, detta "Troupe de Monsieur" perché protetta da Filippo d'Orleans, unico fratello del Re.   
Nel 1672, in seguito alla rottura della collaborazione tra Molière e Lully, il compositore francese Marc-Antoine Charpentier fu incaricato di inserire nuovi intermezzi all'opera, che venne portata in scena al Théâtre du Palais-Royal l'8 luglio. 

## Trama
Sganarelle, ricco uomo di 53 anni, vorrebbe sposare la giovane e bella Dorimène nonostante i tentativi di dissuasione da parte del suo fidato amico Geronimo. L'aspirante sposo, non contento dei consigli ricevuti, decide di rivolgersi prima a due filosofi, uno seguace di Aristotele e l'altro di Pirrone, poi a due bohémiennes intente a suonare della musica. Sfortunatamente l'aspirante sposo, riceve risposte che aumentano ancor più i suoi dubbi. In seguito a ciò, entra finalmente in scena Dorimène insieme al suo amante Lycaste. La giovane, ignara di essere ascoltata proprio da Sganarelle, confessa all'amante che il suo unico interesse ad accettare questo matrimonio sono i soldi e che prevede di rimanere vedova entro sei mesi. Turbato da tali parole, Sganarelle decide di ritirare la proposta di matrimonio fatta al suocero. Il povero uomo però, si trova a dover fare i conti con Alcidas, fratello di Dorimène, che non accetta tale ritrattazione e sfida a duello Sganarelle. Quest'ultimo rifiutandosi di combattere, viene preso a bastonate dallo sfidante. L'infelice, volente o nolente, è costretto a prender parte a questo matrimonio forzato.